# 130 mm/45 Model 1932/1935
130 mm/45 Model 1932/1935 — 130-миллиметровое корабельное артиллерийское орудие, разработанное и производившееся в Франции. Состояло на вооружении ВМС Франции. Разрабатывалось как универсальное орудие для линкоров типа «Дюнкерк». Версией Model 1935 с уменьшенным углом возвышения оснащались эсминцы типа «Ле Арди».